# Komandorski otoci
Komandorski otoci (rus. Командо́рские острова́) otočna su skupina u Beringovu moru koji se nalaze oko 200 km istočno od Kamčatke. Površina otoka iznosi 1848 km2. Najveći su otoci Beringov otok (na kojem se nalazi jedino veće naselje Nikoljsko) i Medni. Dva najveća otoka razdvaja Tjesnac admirala Kuznjecova. Geografski pripadaju Aleutima, kao njihov najzapadniji krak. Stanovnici, potomci ruskih i aleutskih doseljenika, bave se ribolovom i uzgojem krznaša. Komandorski otoci, sa susjednim akvatorijem, bogati su morskom faunom te čine zaštićeno područje Komandorski zapovednik (rus. Командорский заповедник). Otoci su otkriveni 1741. godine kada se tijekom Druge kamčatske ekspedicije na tada nenastanjeni Beringov otok nasukao Vitus Jonassen Bering s brodom „Sveti Petar”.

## Vanjske poveznice
|  | Zajednički poslužitelj ima još gradiva o temi Komandorski otoci |

- Командорские острова, Enciklopedijski rječnik Brockhausa i Efrona
- Командорские острова, Velika sovjetska enciklopedija
- КОМАНДО́РСКИЕ ОСТРОВА́  Arhivirana inačica izvorne stranice od 27. rujna 2020. (Wayback Machine), Velika ruska enciklopedija